# Овощи
О́вощи — кулинарный термин, обозначающий съедобную часть (например, плод или клубень) некоторых растений, а также всякую твёрдую растительную пищу, за исключением фруктов, круп и орехов (включение в эту категорию плодовых тел грибов и съедобных водорослей зависит от источника). Кулинарный термин «овощ» может применяться к съедобным плодам, которые с точки зрения ботаники являются ягодами.
Овощи являются важной частью рациона человека. Источником овощей в подавляющем большинстве случаев служат овощные культуры, возделываемые сельскохозяйственными предприятиями в промышленных масштабах. Выращиванием овощей занимается овощеводство.

## Этимология и терминология
Слово «овощ» (древнерусское овошть — «плод») вошло в активное употребление в русском языке в конце XIV века. Этим словом обозначались как плоды растений и фрукты, так и процесс их роста и созревания. Слово «овощ» происходит от того же корня, что и нем. wachsen — «расти», лит. augu — «расту».
В древнерусском языке плоды любого съедобного растения (фруктового и овощного) назывались овощами или овоштами, а слова «фрукт» не существовало: оно появилось лишь в 1705 году. Это заимствование через пол. frukt из лат. fructus. Начиная с этого времени и началось разделение плодов на овощи и фрукты и т. д.
По В. И. Далю, овощи — это «огородина, съедомая ботва и коренья: луки, капуста, морковь, репа, свёкла с ботвой и пр., также плоды огородные, как огурцы, арбузы, а встарь, и плоды древесные, садовые, также варёные и обсахаренные: пряные и составные овощи». Энциклопедический словарь Брокгауза и Ефрона подразумевал под овощами «все вообще огородные растения, идущие в пищу человека». По Т. Ф. Ефремовой, это «огородные плоды и зелень, употребляемые в пищу».
Согласно Большой российской энциклопедии, к овощам относят следующие сочные съедобные органы овощных культур:
- завязи (люффа, настурция);
- побеги (спаржа, портулак, бамбук);
- стебли (петрушка, укроп);
- стеблеплоды (кольраби);
- черешки (ревень, черешковый сельдерей);
- листья (шпинат, щавель);
- кочаны (капуста белокочанная, савойская, брюссельская);
- корневища (имбирь);
- луковицы (лук, чеснок);
- корни (хрен, катран);
- корнеплоды (морковь, репа, свёкла);
- клубни (батат, топинамбур).

К овощам относят также некоторые зрелые плоды — например, огурцы, тыквы, кабачки. Включая плоды в определение овощей, делают оговорку, что это касается тех из них, которые используются при готовке основных блюд, гарниров, салатов или закусок (но не десертов). Исходя из такого определения, в 1893 году Верховный суд США признал овощем помидор, и на его же основании в число овощей включаются бобы. Некоторые определения включают в понятие овощей также плодовые тела грибов и части морских водорослей.
Разделение съедобной растительной пищи, и в частности плодов, на овощи и фрукты может различаться в зависимости от контекста. Так, дыня и арбуз в сельскохозяйственной литературе и ГОСТах рассматриваются как овощные культуры, тогда как в кулинарных книгах и таможенной документации их плоды относят к фруктам. С другой стороны, авокадо в торговой документации причисляется к фруктам, а с кулинарной точки зрения является овощем — отсутствие сладости и маслянистость делают его типичным ингредиентом для салатов. В число плодов, которые в обиходе называются фруктами, но используются как овощи из-за недостатка сладости, входят также карамбола и кивано.

## Пищевая ценность и диетические свойства

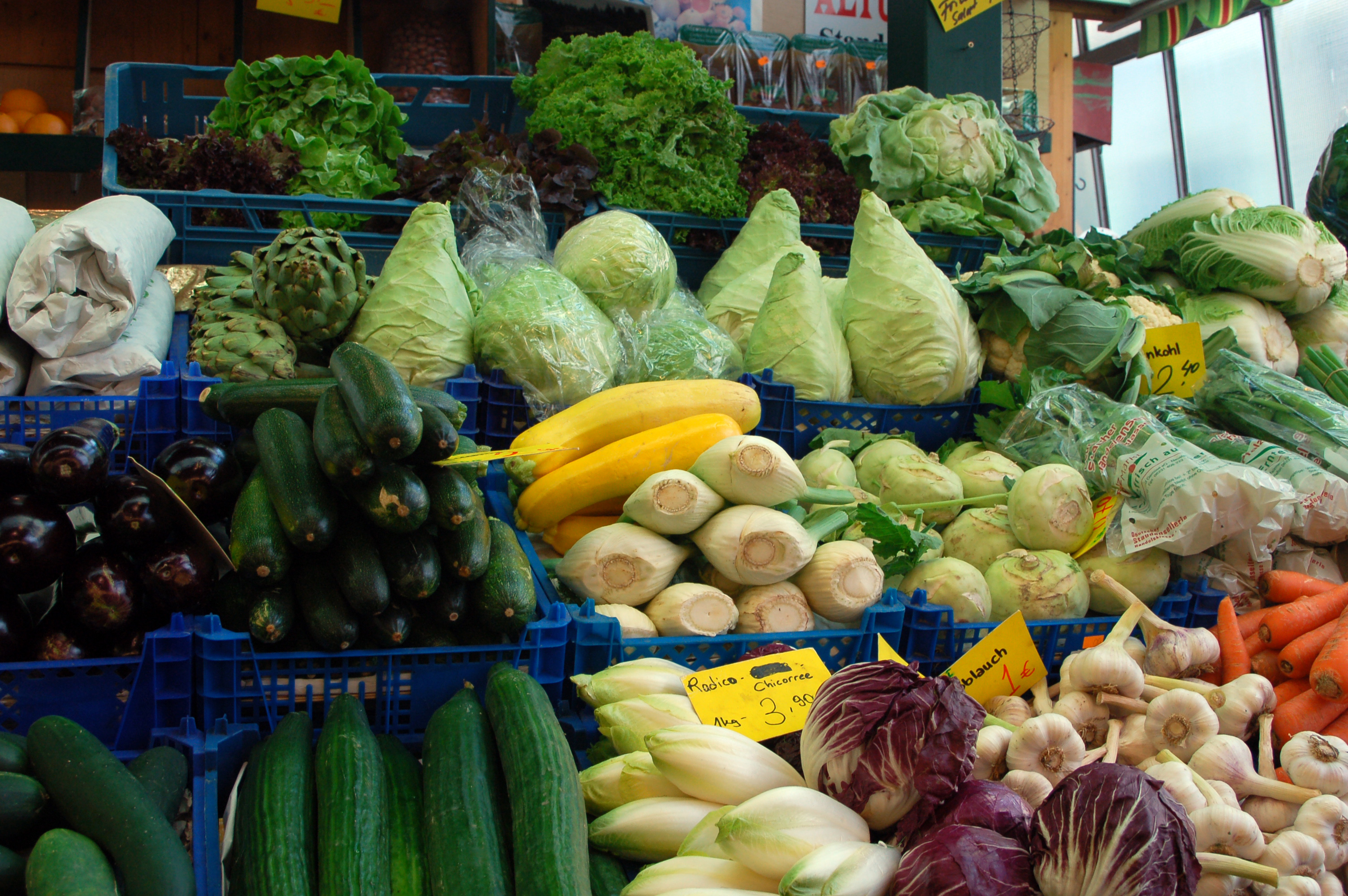
Различные овощи

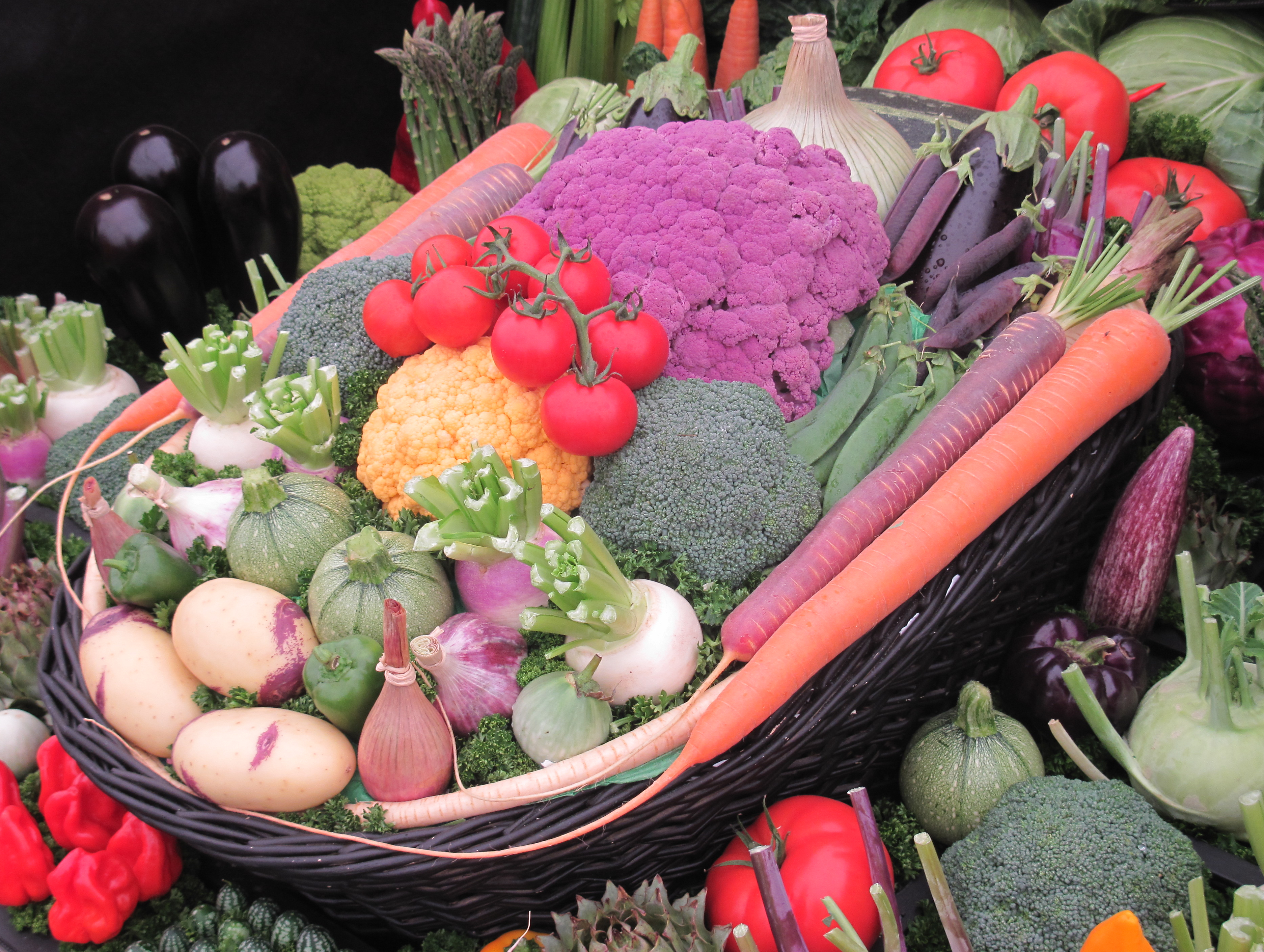

Овощи богаты водой, содержание которой превышает 70 % их массы, а у отдельных видов составляет больше 80 %. В овощах имеются углеводы (содержание углеводов, включая крахмал, белую клетчатку, гемицеллюлозы и пектины, в зависимости от вида составляет от 3 % до 20 % массы). Содержание белков в овощах значительно ниже, чем в мясе (от 0 % до 3,5 % в большинстве овощей, за исключением бобов, отличающихся высоким содержанием белка), и они почти не содержат жиров (от 0,1 % до 3 %). Большинство растительных белков бедны на по меньшей мере одну из незаменимых аминокислот (так, в кукурузе недостаточно лизина, а в соевых бобах — метионина), однако правильное сочетание овощей в диете позволяет это компенсировать. Основная ценность овощей в том, что они содержат биологически активные вещества: витамины (витамин C, каротин, фолиевая кислота), минеральные вещества, органические кислоты, клетчатку и пектиновые вещества. Суточную потребность человека в растительном белке овощи и картофель способны удовлетворить на 20—25 %, в углеводах — на 50—60 %, в минеральных солях и витаминах — на 80 %. Центральную роль овощи с их нейтральной или слабокислой реакцией среды играют для поддержания кислотно-щелочного баланса в пищеварении. Низкая энергетическая ценность и хорошая усвояемость превращают их в важный компонент диетического питания.
Рациональное питание, прежде всего, подразумевает своевременное и правильно организованное снабжение организма вкусной, хорошо приготовленной пищей, содержащей различные питательные вещества, необходимые для его нормального развития. Сочетание различных овощей в рационе питания благотворно воздействует на организм, повышает процент усвоения каждого витамина в отдельности. Немаловажная роль в организации рационального питания отводится овощам — обязательной и существенной части ежедневного рациона, кладовой витаминов, других органических и минеральных веществ.
Важным диетическим компонентом овощей являются пищевые волокна (различные полисахариды и не расщепляемый желудочными ферментами лигнин), потребление которых снижает уровень холестерина в крови, препятствует развитию желудочно-кишечных заболеваний и способствует поддержанию нужного веса тела. Некоторые виды овощей богаты антиоксидантами, нейтрализующими окислительный эффект свободных радикалов. Это действие замедляет развитие таких возрастных заболеваний как рак, сердечно-сосудистые заболевания, снижение иммунитета, ухудшение зрения и когнитивных функций. Содержащиеся в овощах фитоэстрогены, согласно некоторым исследованиям, снижают риск таких заболеваний гормонального происхождения как рак предстательной железы и рак молочной железы. Развитию раковых заболеваний пищеварительного тракта и лёгких препятствует употребление лука, чеснока, моркови, гороха, кукурузы и тёмной листовой зелени. Предотвращению сердечно-сосудистых заболеваний способствуют чеснок, лук, кочанная капуста и брокколи, батат; брокколи и помидоры способствуют снижению кровяного давления
В день взрослый здоровый человек должен употреблять не менее 600 г овощей. Так, в условиях России среднегодовая физиологическая норма потребления овощей может варьировать от 125 до 140 кг, включая 35—40 кг капусты, по 20 кг лука и помидоров, 10 кг моркови и 10—15 кг зеленны́х культур; в некоторых странах потребляется до 320 кг овощей в год на человека, наиболее высокие объёмы потребления овощей зафиксированы в странах Восточной Азии (Китай, Республика Корея), европейского Средиземноморья (Италия, Франция, Испания, Греция, Турция), а также в Нидерландах. 
В таблице ниже указана пищевая и энергетическая ценность некоторых овощей:
| Продукты, на 100 г          | Белки, г | Углеводы, г | Калорийность, ккал | Витамин С, мг |
| --------------------------- | -------- | ----------- | ------------------ | ------------- |
| Капуста белокочанная свежая | 1,5      | 5,2         | 27,0               | 24,0          |
| Капуста квашеная            | 1,0      | 4,5         | 23,0               | 14,0          |
| Капуста цветная             | 2,1      | 4,7         | 28,0               | 42,0          |
| Лук репчатый                | 2,5      | 9,2         | 48,0               | 8,4           |
| Лук зелёный                 | 1,1      | 4,1         | 21,0               | 48,0          |
| Морковь столовая            | 1,3      | 7,6         | 36,0               | 4,0           |
| Огурцы свежие               | 0,7      | 2,9         | 15,0               | 4,7           |
| Огурцы солёные              | 0,7      | 1,3         | 8,0                |               |
| Свёкла столовая             | 1,1      | 10,3        | 47,0               | 8,0           |
| Томаты красные              | 0,5      | 4,0         | 18,0               | 34,0          |

## Кулинария
После того, как овощи собраны, в отсутствие притока питательных веществ начинается деградация растительных клеток, внешним проявлением которой становится увядание и потеря естественной упругости. После того как ферменты (целлюлаза, пектиназа, протеаза и другие) разрушают клеточную структуру, начинаются окислительные реакции, сопровождающиеся появлением неприятных привкусов и потерей питательной ценности. Разрушенные клетки также менее защищены от микроорганизмов, что ускоряет порчу овощей. По этим причинам овощи лучше потреблять или подвергать кулинарной обработке как можно более свежими. Чтобы уменьшить насколько это возможно объём потерь, собранные овощи, как правило, хранят пучками, в виде целых растений (включая несъедобные части), чтобы лишний раз не повреждать клетки и не высвобождать этилен, ускоряющий увядание. Чтобы листовые овощи дольше оставались свежими, их хранят при низких температурах (однако не ниже температуры замерзания, поскольку это может приводить к повреждениям и быстрой порче). Некоторые овощи — в частности, огурцы — дольше сохраняют свежесть мытыми и вощёными.
В условиях спроса на продукты быстрого приготовления многие овощи перед продажей подвергаются дополнительной обработке, в которую помимо сортировки и мытья может входить и механическое удаление несъедобных частей. Чтобы продлить срок хранения подвергшихся обработке овощей, используются вакуумная упаковка или упаковка с изменённой атмосферой (как правило, бедной кислородом и богатой углекислым газом, что замедляет процесс клеточного дыхания). Минимальная обработка овощей не предусматривает использования консервантов, термической или химической обработки.

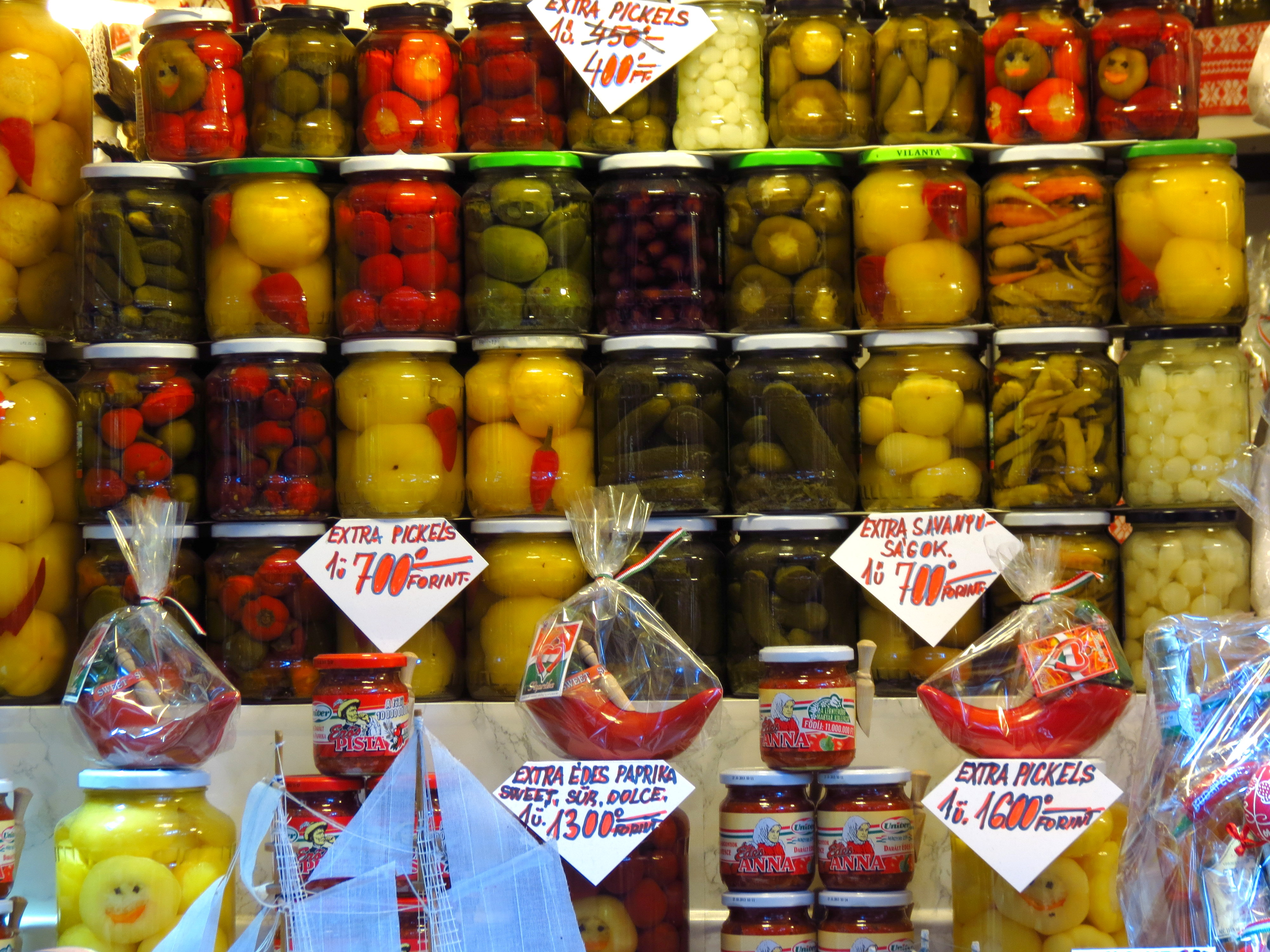
Прилавок с овощными солениями, Центральный рынок Будапешта

Овощи способны возбудить аппетит и повысить секрецию пищеварительных желёз. Некоторые овощи употребляют в пищу в сыром виде, но чаще всего для приготовления пищи их варят, тушат, жарят или запекают. При термической обработке (а также при неправильном хранении) значительно снижается биологическая ценность овощей. Для хранения овощей используют консервирование, соление, маринование, квашение, замораживание и сушку. При квашении, быстром замораживании и сублимационной сушке значительная часть полезных веществ сохраняется. Эти виды обработки также препятствуют быстрой порче свежих овощей.
Предпочтительные способы кулинарной обработки овощей определяются некоторыми факторами. Так, при тепловой обработке увеличивается летучесть ароматических молекул, что ведёт к усилению запаха продукта. При нагревании может проявляться аромат даже у продуктов, до этого не пахнувших — это, в частности, верно для капусты и лука-порея. Долгое нагревание, однако, приводит к тому, что ароматические молекулы испаряются или уничтожаются и продукт теряет запах. Поэтому, в частности, при готовке овощных супов рекомендуется щедро приправлять их в конце процесса, чтобы компенсировать потерю аромата. Другой фактор, влияющий на выбор способа обработки, — наличие жёсткой межклеточной структуры. Обладающие такой структурой овощи (в частности, морковь и свёклу) рекомендуется подвергать термической обработке, чтобы ослабить межклеточные связи и улучшить усвояемость продукта. Напротив, овощи с мягкими межклеточными стенками, такие как листовой салат, тепловой обработке не подлежат. Овощи с высоким содержанием целлюлозы в клеточных стенках требуют более долгого нагревания для придания им мягкости, но после этого остаются упругими и хрустящими, тогда как овощи, содержащие мало целлюлозы, упругость при термической готовке теряют.

## Культуры
В мире известно около 10 000 растений, отдельные органы которых употребляются в пищу. Из этого числа коммерческое значение имеют около 50 видов. Большинство основных овощных культур известны с древности и выращивались на протяжении большей части человеческой истории в Старом или Новом Свете. О древности культурной истории некоторых овощей свидетельствует праиндоевропейское происхождение их названий. К числу таких культур относятся редька (праиндоевропейский корень wrad- — «корень, веточка»), морковь (праиндоевр. *mṛk-/*bṛk- через праслав. *mъrky), возможно, бобы (от редуплицированного протоиндоевропейского *bha-bha-). Русские слова «горох» и «хрен» имеют когнаты в древнеиндийском языке, название «репа» — в латинском (rāpum) и греческом (ράπυς), праславянские или германо-славянские корни отмечены у таких названий как «лук» (древнегерм. lauka-), «чеснок», «дыня», «тыква».
Овощи подразделяют на следующие группы:
- клубнеплоды — картофель, топинамбур (земляная груша), батат;
- корнеплоды — морковь, свёкла, репа, брюква, редька, редис, петрушка, пастернак, сельдерей, хрен, дайкон;
- капустные — капуста белокочанная, краснокочанная, савойская, цветная, брокколи, брюссельская, кольраби;
- салатные — салат;
- пряные — укроп, эстрагон, чабер, базилик, майоран;
- луковичные — лук, чеснок;
- паслёновые — томат, перец овощной, баклажан;
- бахчевые — огурец, тыква, дыня, арбуз, кабачок, цукини, крукнек, патиссон;
- бобовые — горох, бобы, нут, чечевица;
- зерновые — сахарная кукуруза;
- десертные — артишок, спаржа, ревень.

## В культуре
Овощи встречаются в следующих литературных произведениях:
- Сказка «Репка» (русская народная);
- Сказка «Принцесса на горошине» Х. К. Андерсена;
- Сказка «Волк и лук» Л. Н. Толстого;
- «Приключения Чиполлино» Джанни Родари;
- «Огурцы» автора Н. Носова;
- «Короли и капуста» О. Генри, и т. д.

Русские пословицы и поговорки об овощах:
- Всякому овощу своё время.
- Хвощ — деревенский овощ.
- Всякий день с овощами, да не всякий день со щами.
- Козёл на капустнике — плохой караульщик.
- Горе луковое (то есть незадачливый, неуклюжий человек; недотёпа).

Загадки про овощи:
- Красна девица сидит в темнице, а коса на улице. (Морковь)
- Сидит дед, в шубу одет, кто его раздевает, тот слёзы проливает. (Лук)
- Без окон, без дверей полна горница людей. (Огурец)